# Jacques-François Dujarié
Jacques-François Dujarié (9 dicembre 1767 – Le Mans, 17 febbraio 1838) è stato un abate e prete francese.
Fu fondatore di alcune congregazioni all'epoca in cui la Chiesa di Francia si stava sollevando dalle sue rovine, dopo la Rivoluzione.

## Biografia
Jacques-François Dujarié fu ordinato clandestinamente a Parigi nel dicembre 1795, in un'epoca in cui il Terrore colpiva ancora. Egli si occupò successivamente della parrocchia del villaggio di Ruillé-sur-Loir, di cui divenne le curato nel 1803, quando il culto fu nuovamente consentito. Egli riunì delle giovani donne per formare il nocciolo della congregazione delle Suore della Provvidenza nel 1806 e dell'Istituto dei Fratelli di San Giuseppe.
Egli fece costruire La Petite Providence, dimora con una cappella per accogliere la sua opera nascente. Sviluppò il servizio di assistenza agli ammalati e dell'insegnamento ai giovani durante venti anni, ma fu vittima d'un attacco cardiaco all'età di 67 anni e lasciò la direzione delle sue opere a padre Basile Moreau. I Fratelli di San Giuseppe formarono allora il nocciolo della futura Congregazione di Santa Croce, che si diffonderà negli Stati Uniti e altrove. I Fratelli di San Giuseppe nel 1835 avevano già sessanta "case".